# Josep Maria Prim i Guytó
Josep Maria Prim i Guytó (Barcelona, 1907 – 1973) fou un pintor barceloní.
Va estar vinculat a Calella de Palafrugell, per les seves estades al Canadell i per la seva obra, en la qual predomina el tema marítim, els paisatges costaners i els velers.
L'any 1942 va obtenir el diploma de tercera classe a l'Exposición Nacional de Bellas Artes de Barcelona, on participà amb l'obra Flores.
Es poden trobar obres seves dintre de la col·lecció del Museu Abelló, a Mollet del Vallès.